# Newton Castle
Newton Castle est un château situé près de Blairgowrie en Perth and Kinross, en Écosse. Il s'agit d'un bâtiment classé de catégorie A datant du milieu du XVIe siècle.
Il a subi des modifications mineures au XVIIIe siècle siècle et, en 1883, une aile a été ajoutée au nord-ouest.
Une voûte souterraine, qui pourrait être la pièce découverte en 1911, est classée séparément du château.

## Histoire
L'histoire documentée du château commence vers 1550, lorsqu'un certain George Drummond achète les terres de « Newton of Blair ». Un autre George Drummond, six fois Lord-prévôt d'Édimbourg, y es né en 1688.
Les Graham de Balgowan succèdent à la famille Drummond. En 1748, Thomas Graham, l'un des généraux du duc de Wellington, devient Lord Lynedoch.
Le colonel Alan Macpherson, 26e chef héréditaire du clan Macpherson (en), et Catharine Richardson Hill achètent le domaine en 1787, et il reste depuis dans leur famille. En février 2021, le juge William Macpherson, le fils unique de ce dernier et alors occupant du château, meurt à l'âge de 94 ans. Son fils, Jamie, lui succède comme 28e chef héréditaire du clan Macpherson.